# Borna Barišić
Borna Barišić (kiejtése [bôːrna bǎriʃitɕ], Eszék, 1992. november 10. –) világbajnoki bronzérmes horvát válogatott labdarúgó, a Rangers játékosa.

## Pályafutása

### Klubcsapatokban
Az NK Osijek akadémiáján nevelkedett, majd miután nem kapott lehetőséget a felnőttek között távozott a Bijelo Brdo csapatához, de egy szezont követően visszatért. 2015 nyarán öt évre írt alá a Dinamo Zagreb együtteséhez. Július 19-én mutatkozott be volt klubja ellen. A következő hónapban kölcsönbe került a szezonra a Lokomotiva Zagreb csapatához. 2016 és 2018 között ismét az Osijek csapatát erősítette és remek teljesítményére a skót Rangers is felfigyelt. 2018. augusztus 7-én 2,2 millió fontért szerződtették és négy éves szerződést írt alá. 2020. január 30-án meghosszabbította szerződését 2024 nyaráig. 2021. február 18-án 100. tétmérkőzésén lépett pályára a klubjában az Európa-ligában a belga Royal Antwerp ellen 4–3-ra megnyert találkozón.

### A válogatottban
2017. január 11-én mutatkozott be a válogatottban Chile ellen a Kína kupában. 2018 májusában bekerült a 2018-as labdarúgó-világbajnokságra készülő bő keretbe, de az utazó 23 fős keretbe már nem volt benne. 2019. március 21-én szerezte meg első válogatott gólját Azerbajdzsán elleni 2020-as labdarúgó-Európa-bajnokság selejtező mérkőzésen, amelyet 2–1-re nyertek meg. 2021. május 17-én kihirdette 26 fős keretét Zlatko Dalić szövetségi kapitány, amiben ő is szerepelt.

## Statisztika

### Klub
2021. május 2-i állapotnak megfelelően.
| Klub                           | Szezon   | Bajnokság        | Bajnokság | Bajnokság | Kupa  | Kupa  | Ligakupa | Ligakupa | Nemzetközi | Nemzetközi | Összesen | Összesen |
| Klub                           | Szezon   | Osztály          | Mérk.     | Gólok     | Mérk. | Gólok | Mérk.    | Gólok    | Mérk.      | Gólok      | Mérk.    | Gólok    |
| ------------------------------ | -------- | ---------------- | --------- | --------- | ----- | ----- | -------- | -------- | ---------- | ---------- | -------- | -------- |
| Osijek                         | 2013–14  | Prva HNL         | 21        | 2         | 1     | 0     | —        | —        | —          | —          | 22       | 2        |
| Osijek                         | 2014–15  | Prva HNL         | 28        | 1         | 0     | 0     | —        | —        | —          | —          | 28       | 1        |
| Osijek                         | Összesen | Összesen         | 49        | 3         | 1     | 0     | 0        | 0        | 0          | 0          | 50       | 3        |
| Dinamo Zagreb                  | 2015–16  | Prva HNL         | 1         | 0         | 0     | 0     | —        | —        | 0          | 0          | 1        | 0        |
| Lokomotiva Zagreb (kölcsönben) | 2015–16  | Prva HNL         | 19        | 0         | 1     | 0     | —        | —        | 0          | 0          | 20       | 0        |
| Osijek                         | 2016–17  | Prva HNL         | 32        | 1         | 4     | 0     | —        | —        | —          | —          | 36       | 1        |
| Osijek                         | 2017–18  | Prva HNL         | 22        | 1         | 1     | 0     | —        | —        | 8          | 2          | 31       | 3        |
| Osijek                         | 2018–19  | Prva HNL         | 1         | 0         | 0     | 0     | —        | —        | 4          | 1          | 5        | 1        |
| Osijek                         | Összesen | Összesen         | 55        | 2         | 5     | 0     | 0        |          | 12         | 3          | 72       | 5        |
| Rangers                        | 2018–19  | Skót Premiership | 16        | 0         | 3     | 0     | 1        | 0        | 2          | 0          | 22       | 0        |
| Rangers                        | 2019–20  | Skót Premiership | 22        | 2         | 2     | 0     | 3        | 0        | 13         | 0          | 40       | 2        |
| Rangers                        | 2020–21  | Skót Premiership | 33        | 1         | 2     | 0     | 2        | 1        | 13         | 3          | 50       | 5        |
| Rangers                        | Összesen | Összesen         | 71        | 3         | 7     | 0     | 6        | 1        | 28         | 3          | 112      | 7        |
| Összesen                       | Összesen | Összesen         | 195       | 8         | 14    | 0     | 6        | 1        | 40         | 6          | 254      | 15       |

### A válogatottban
2022. december 5-i állapot szerint.
| Válogatott   | Szezon   | Mérkőzés | Gól |
| ------------ | -------- | -------- | --- |
| Horvátország | 2017     | 3        | 0   |
| Horvátország | 2018     | 1        | 0   |
| Horvátország | 2019     | 8        | 1   |
| Horvátország | 2020     | 3        | 0   |
| Horvátország | 2021     | 8        | 0   |
| Horvátország | 2022     | 6        | 0   |
| Összesen     | Összesen | 29       | 1   |

### Góljai a válogatottban
2018. július 22-i állapot szerint.
|   | Időpont           | Helyszín                               | Ellenfél     | Gólok | Eredmény | Kiírás                                       |
| - | ----------------- | -------------------------------------- | ------------ | ----- | -------- | -------------------------------------------- |
| 1 | 2019. március 21. | Maksimir Stadion, Zágráb, Horvátország | Azerbajdzsán | 1–1   | 2–1      | 2020-as labdarúgó-Európa-bajnokság selejtező |

## Sikerei, díjai

### Klub
- Dinamo Zagreb
  - Prva HNL: 2015–16
- Rangers
  - Skót Premiership: 2020–21[19]

### Egyéni
- A Skót Premiership szezon csapata: 2020–21[20]